# Turquoise (cràter)
Turquoise és un cràter sobre la superfície de (2867) Šteins, situat amb el sistema de coordenades planetocèntriques -31.6 ° de latitud nord i 113.4 ° de longitud est. Fa un diàmetre de 0.47 km. El nom va ser fet oficial per la UAI el nou de maig de 2012 i fa referència a la turquesa, mineral de color blau verdós pertanyent al sistema triclínic.